# Lynk & Co 05
La Lynk & Co 05 è un'autovettura prodotta dalla casa automobilistica cino-svedese Lynk & Co a partire dal 2020.

## Descrizione
La 05 è stata svelata a novembre 2019 dalla stessa azienda che ha pubblicato le foto della vettura. È la versione coupé della 01, dalla quale riprende sia la parte anteriore che gli interni, ma è più lunga di 80 mm e ha una diversa configurazione della carrozzeria, con un taglio del montante posteriore da coupé.
Tecnicamente la 05 si basa sulla piattaforma Compact Modular Architecture del produttore svedese Volvo, utilizzata già per la XC40.
Lo stile del corpo vettura è quello di un crossover SUV compatto a 5 porte e 5 posti con configurazione del taglio della carrozzeria da coupé.
La disposizione del motore è anteriore/traversale, con la trazione solo anteriore. A spingere la vettura c'è un motore endotermico da 190 CV (Drive-E-T4) e una propulsione ibrida da 180 CV (JLH-3G15TD). La trasmissione è affidata a un cambio automatico a 6 velocità o doppia frizione 7 marce 7DCT.